# 蒙希卡约
蒙希卡约（法語：Monchy-Cayeux，法語發音：[mɔ̃ʃi kajø]）是法国上法蘭西大區加来海峡省的一个市镇，属于阿拉斯区。

## 地理
蒙希卡约（50°26'16"N, 2°16'36"E）面积6.22 平方千米，位于法国上法蘭西大區加来海峡省，该省份为法国北部沿海省份，西北濒北海，南至索姆省，东临北部省。
与蒙希卡约接壤的市镇（或旧市镇、城区）包括：埃普、昂万、弗勒里、埃尼库尔、埃斯特吕。
蒙希卡约的时区为UTC+01:00、UTC+02:00（夏令时）。

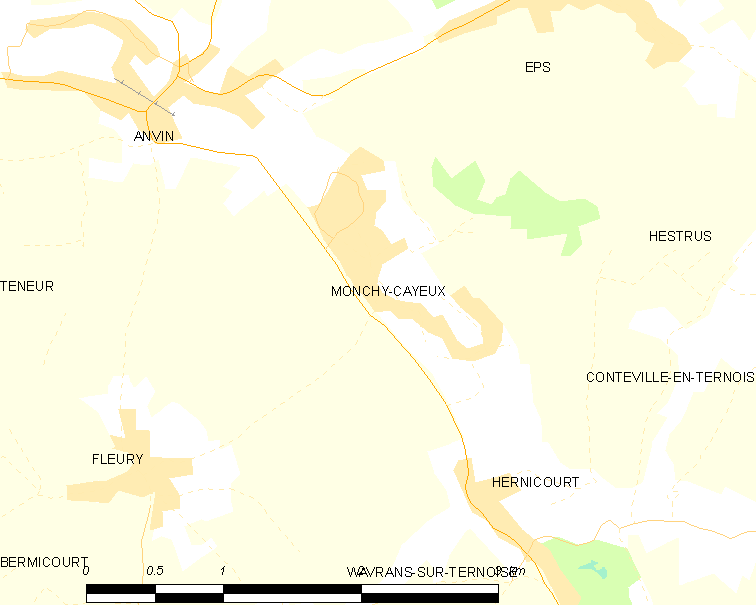
蒙希卡约的OSM定位图

## 行政
蒙希卡约的邮政编码为62134，INSEE市镇编码为62581。

## 政治
蒙希卡约所属的省级选区为泰努瓦斯河畔圣波勒县。

## 人口

1962-2008年间蒙希卡约人口变化图示

蒙希卡约于2022年1月1日时的人口数量为289人。